# Szczecinki orbitalne

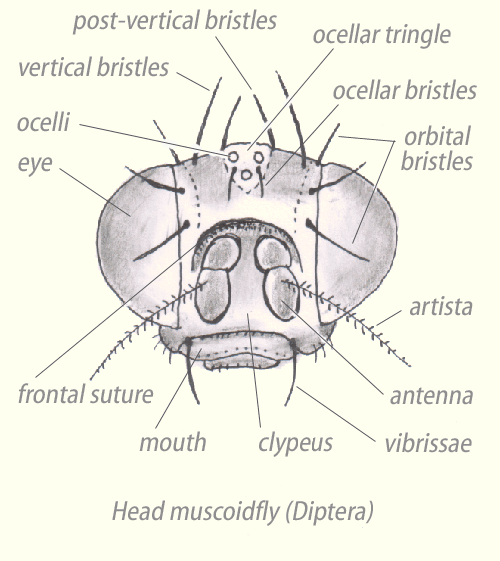
Głowa muchówki z grupy Muscomorpha, szczecinki orbitalne podpisane jako orbital bristles

Szczecinki orbitalne – rodzaj szczecinek muchówek z grupy Schizophora, położonych najbliżej krawędzi oka. Ulokowane są na płytkach orbitalnych lub skroniowych i ciemieniowych czoła.
Wyróżnia się dwa ich typy:
Szczecinki orbitalne dolne znajdują się w przedniej części czoła. Osadzone są na płytce orbitalnej lub skroniowej. Skierowane są zawsze ku środkowej linii czoła. U Clyptrata ułożone są gęsto, natomiast u Aclyptrata zredukowane lub brak ich w ogóle.
Szczecinki orbitalne górne są, w zależności od typu budowy czoła, osadzone w tylnej części płytek orbitalnych lub na płytkach ciemieniowych. Poszczególne grupy Schizophora różnią się kątem ich ustawienia.